# Blohm & Voss BV 144
Die Blohm & Voss BV 144 war ein deutsches Kurz- und Mittelstrecken-Passagier- und -Transportflugzeug der Firma Blohm & Voss.

## Geschichte
Entwickelt wurde das Flugzeug 1940 nach Ausschreibung der Deutschen Lufthansa für einen Ersatz der Junkers Ju 52/3m. Die Transportkapazität sollte etwas über der der Ju 52/3m liegen sowie für den zivilen Nachkriegsluftverkehr wirtschaftlich sein. Nach dem Entwurf Hans Amtmanns konstruierten wegen fehlender Kapazität überwiegend französische Breguet-Ingenieure das Flugzeug in Hamburg. Die Fertigung zweier Prototypen wurde bei Breguet in Anglet (Frankreich) in Auftrag gegeben. Im August 1944 soll der erste geflogen sein, der zweite war bis zur Befreiung Frankreichs durch die Alliierten noch unvollendet. Nach Aussage des Flug- und Bordingenieurs Fritz Gröhn fand im August 1944 durch ihn lediglich die Prüfung der Bordelektronik sowie die Rollerprobung statt, da der vorgesehene Testpilot Helmut Wasa Rodig auf dem Weg nach Toulouse, wohin die BV 144 V1 nach ihrer Fertigstellung per Straßentransport zur Erprobung überführt worden war, in Paris aufgrund der unübersichtlichen Lage nach der alliierten Invasion den Rückflug nach Deutschland antrat. Auch Gröhn selbst trat mit einigen deutschen Mitarbeitern die Flucht an und beide BV 144 fielen unversehrt und ungeflogen den Westalliierten in die Hände. Beide Flugzeuge wurden von den Franzosen übernommen. Nach Kriegsende soll die Flugerprobung des ersten Prototyps durchgeführt und das zweite Flugzeug fertiggebaut worden sein.

## Konstruktion
Das Flugzeug war ein freitragender Schulterdecker in Ganzmetallbauweise. Auf Grundlage der mit der Blohm & Voss Ha 140 mit verstellbaren Flügeln gemachten Erfahrung wurde die BV 144 ebenfalls mit einem bis zu 9° um die Querachse kippbaren Flügel ausgestattet. Damit war es möglich, das Flugzeug im Steig- und Sinkflug gerade zu halten; ein Komfortgewinn für die Passagiere. Des Weiteren wurde ein kurzes, einziehbares Dreiradfahrgestell verwendet, mit dem die Maschine relativ wenig Bodenfreiheit hatte, was jedoch dem Einstieg der Passagier zugutekam. Angetrieben wurde das Flugzeug von zwei Doppelsternmotoren BMW 801A mit je 1560 PS Startleistung. Die Besatzung bestand aus Pilot, Kopilot und Funker. Es konnten 18 Passagiere mit Gepäck oder bis zu 23 ohne Gepäck transportiert werden.

## Technische Daten
| Kenngröße             | Daten                                |
| --------------------- | ------------------------------------ |
| Besatzung             | 3 (Pilot, Kopilot und Funker)        |
| Passagiere            | 18 mit Gepäck                        |
| Länge                 | 21,8 m                               |
| Spannweite            | 27,0 m                               |
| Höhe                  | 5,1 m                                |
| Flügelfläche          | 89,4 m²                              |
| Flügelstreckung       | 8,15                                 |
| Leermasse             | 9.910 kg                             |
| max. Startmasse       | 14.100 kg                            |
| Reisegeschwindigkeit  |                                      |
| Höchstgeschwindigkeit | 470 km/h                             |
| Dienstgipfelhöhe      | 8600 m                               |
| Reichweite            | 1440 km                              |
| Triebwerke            | 2 × BMW 801A, je 1.560 PS (1.147 kW) |